# コデックス・セラフィニアヌス
コデックス・セラフィニアヌス (ラテン語: Codex Seraphinianus) とは、イタリアの芸術家（絵画、デッザン、ブロンズ彫刻、陶器などを手がける）、建築家にして工業デザイナーであるルイジ・セラフィーニが、1976年から1978年の間に30ヵ月掛けて、解読不可能な文章と図版を書き上げた本である。本はおよそ360ページの長さであり（版によって異なる）、未知の世界について、その世界の言語の1つである（少なくとも我々にとって）意味不明なアルファベットで書かれた百科事典のような外見をしている。初版は1981年、フランコ・マリア・リッチ出版社より発行され、現在流通している版は、2013年、リッツォーリ出版社より発行されたものである。

## 構造
コデックスは11の章に分けられ、2つの節に分けられる。（2006年発行の版には「序文」が、2013年発行の版には、さらなる「序文」が加えられている。）最初の節は自然界を記述しているように見え、動植物と物理学が扱われている。第2の節は人文科学、人間の生活のさまざまな側面すなわち衣服、歴史、料理、建築などが扱われている。各章は一般的な百科辞典的主題を扱っているように見える。各章に分けられた主題は以下のようなものである。
- 第1章　異世界の植物相。奇妙な花、自らの根を持ち上げて移動する木など。
- 第2章　異世界の動物相。馬、カバ、サイ、鳥類などの超現実的な変種。
- 第3章　動物や植物とは独立した生物界であると思われる奇妙な二足歩行の生物。これらの生物は明らかに各種目的のため人工的に作り出されている。
- 第4章　物理学と化学のような何か。全章の中でも断然抽象的で不可解である。
- 第5章　奇怪な機械と乗り物。
- 第6章　いろいろな人文科学の研究。生物学、性、各種の先住民、植物の生態の例や人体に直接移植された工具（ペンやレンチなど）。
- 第7章　歴史学。重要性の不明な多くの人々（幾人かは人間であるかどうかさえ不明瞭な）が生没年とともに示されている。多くの歴史的に（おそらく宗教的に）重要なシーンや葬儀の習慣など。
- 第8章　コデックスを記述する異世界の書記体系の歴史。
- 第9章　食物、食事の作法、および衣服。
- 第10章　奇妙なゲーム（カードゲームやボードゲームなど）と陸上競技。
- 第11章　建築。

## 図版
挿絵には創作された超現実的な世界観が描き出されている。例えば、出血する果実、椅子のような形に成長する植物、ワニに変態する性交中の男女、奇妙で意味不明な、細い糸で形を保っている今にも壊れそうな機械など。地図や人間の顔などのわかりやすい挿絵もある一方で、とくに「物理学」の章では、極めて抽象的な挿絵が多い。すべての図は鮮やかな色で詳細に描き込まれている。

## 書記体系
書記体系は西欧型の書記体系（行を左から右へ書く、大文字と小文字を持つアルファベット、その一部は数字を兼ねる）をモデルにしているように見えるが、はるかに曲線が多く、外見は草書体のグルジア語によく似ている。いくつかの文字は語の先頭や末尾にのみ現れる。この特徴はセム系言語の書記体系と共通している。数十年に渡りコデックスの言語の解読に成功した言語学者は表れなかった。しかしながら、ページ数に使われている記数法はAllan C. Wechsler とブルガリアの言語学者Ivan Derzhanski によって（明らかに独立に）解明された。記数法は21進数の変種である。2009年、セラフィーニ自身によってコデックスに使われている言語の背後に隠された意味はないことが明らかにされた。

## 版
- 原書は、1981年、フランコ・マリア・リッチ出版社より2巻本として出版されたが、稀少で高価である。
  - Luigi Serafini, Codex Seraphinianus, Milano: Franco Maria Ricci [I segni dell'uomo, 27-28], 1981, 127+127 pp., 108+128 plates, ISBN 88-216-0026-2 + ISBN 88-216-0027-0.
- 2年後、1巻にまとめられた版が米国、ドイツおよびオランダで出版された。
  - 米国の初版、ニューヨーク: Abbeville Press, 1983, 370 pp., ISBN 0-89659-428-9;
  - ミュンヘン: Prestel, 1983, 370 pp., ISBN 3-7913-0651-0;
  - アムステルダム: Meulenhoff/Landshoff, 1983, ISBN 90-290-8402-2.
- これらの版は長年絶版になっていたが、1993年に新しい、増補された、1巻構成の本の版がヨーロッパで発売された。
  - フランスの増補版、イタロ・カルヴィーノによる序文付き、Yves HersantとGeneviève Lambertによる翻訳、ミラノ: Franco Maria Ricci [Les signes de l'homme, 18], 1993, 392 pp., ISBN 88-216-2027-1;
  - スペインの増補版、イタロ・カルヴィーノによる序文付き、C. Alonsoによる翻訳、ミラノ: Franco Maria Ricci [Los signos del hombre, 15], 1993, 392 pp., ISBN 88-216-6027-3.
- イタリアで、リッツォーリ出版社より、2006年後半に改訂され発売された、比較的安価な (89ユーロ) 版、新しい挿絵（9ページ）と著者による「序文」と「デコデックス」付き。
  - ミラノ: Rizzoli, 2006, 384 pp., ISBN 88-17-01389-7.
  - ミラノ: Rizzoli, 2008, 384 pp.
  - ミラノ: Rizzoli, 2010, 384 pp.
- イタリアで、リッツォーリ出版社より2013年に発売されたもので、新しい挿絵（11ページ）と新たなる「デコデックス」付き。
  - ミラノ: Rizzoli, 2013, 396 pp.